# Austrian Open 1999
L'Austrian Open 1999 è stato un torneo di tennis giocato sulla terra rossa. È stata la 54ª edizione dell'Austrian Open, che fa parte della categoria International Series Gold nell'ambito dell'ATP Tour 1999. Si è giocato al Kitzbühel Sportpark Tennis Stadium di Kitzbühel in Austria, dal 26 luglio al 1º agosto 1999.

## Campioni

### Singolare maschile
Albert Costa ha battuto in finale  Fernando Vicente con il punteggio di 7–5, 6–2, 6(5)–7, 7–6(4)

### Doppio
Chris Haggard /  Peter Nyborg hanno battuto in finale  Álex Calatrava /  Dušan Vemić con il punteggio di 6–3 6(4)–7 7–6(4)